# Centar E8
Centar E8 (engl. Centre E8) je organizacija osnovana 22. februara 2004. godine u Beogradu. Sedište je u Beogradu, ali je usmerena na rad sa mladim ljudima širom Srbije. Regionalna kancelarija je otvorena u Vranju 2014. godine. Inovativnim kampanjama, upotrebom društvenih mreža i raznovrsnim metodologima rada edukuje mlade na temu zdravih stilova života, rodne ravnopravnosti, prevencije nasilja i značaja aktiviranja u društvu.

## Oblasti delovanja
Centar E8 od 2008. godine radi u oblasti rodne ravnopravnosti. Specifičnost se odgleda u tome što je baziran na rad sa mladićima u srednjim školama koji su prepoznati kao značajni deo društva koji treba da se edukuje o ovoj temi. Od 2016. godine temama rodna ravnopravnost i prevencija nasilja počeli smo da radimo i sa devojkama u srednjim školama.
Da bi se unapredili uslovi za bezbedan život mladih kontinuirano se radi na edukaciji o prevenciji nasilja.
Kroz različite projekte prožima se rad na promociji zdravih stilova života. Radi se na unapređenju mentalnog, seksualnog i reproduktivnog zdravlja mladih koristeći raznovrsne metodologije, od upotrebe angažovanog pozorišta u edukaciji do plesa i muzike.
Kroz volonterske programe i unapređenje omladinskog rada teži se osnaživanju mladih radi aktivnog uključenja u društvu. Aktivizam predstavlja rešavanja društvenih problema i uticanje na njihovo rešavanje.
Mediji su značajni partneri u radu i bitan su kanal kominikacije sa građanima i građanka Srbije.
Jedan od vodećih problema u našem društvu je nezaposlenost mladih. Zapošljavanje i osnaživanje mladih će biti fokus u budućem radu.
Aktivan rad na promociji omladinskog stvaralaštva i kulture kroz umetničku edukaciju mladih ljudi, produkciju umetničkih dela, organizaciju kulturnih događaja i zalaganje za veći značaj i vidljivost omladinskog stvaralaštva.
Diskriminacija često nastaje iz neznanja ili zbog predrasuda. Zato radom na smanjenju diskriminacije među mladima, kroz promociju interkulturalnosti i edukacije o ljudskim pravima i građanskim slobodama, doprinosi se promeni tog stanja.

## Istorijat
Centar E8 je osnovan 22. februara 2004. godine sa središtem u Beogradu. Osnivačka skupština održana je u Svečanoj sali V beogradske gimnazije. Godine 2014. otvorili smo regionalnu kancelariju u Vranju.

### Šta znači E8?
Od samog početka, fokus su bili mladi i edukacija. Reč edukacija ima devet (9) slova. Kada se ostavi početno E ostane osam slova što predstavlja značenje imena Centar E8.

### Logo heroja i heroina
Autor logoa Centar E8 je dizajner Predrag Stakić koji je ujedno i autor svetskog logoa za ljudska prava.
Mladi ljudi imaju super moći da menjaju svet. Priča logoa je vezana za super moći, heroja ili heroine.
Kako je to opisao dizajner Predrag Stakić? “Logo je zapravo stilizovana simbolička predstava „plave lopte“, zemljine kugle sa „štreberskim“ naočarima u obliku simbola beskonačnosti što sve skupa simbolički predstavlja beskonačnu edukaciju ljudske vrste. Logo je takođe i youth friendly, a prati i priču super heroja jer šta su društveno odgovorni građani u akciji ako ne super heroji?“

### Kampanje koje je organizacija prva pokrenula u Srbiji

#### Dan sećanja na preminule od side
Dan sećanja na preminule od side (engl. International AIDS Candlelight Memorial) se tradicionalno u svetu obeležava od 1983. godine. Svake godine, treće nedelje maja, organizuju se aktivnosti kojima se obeležava ovaj dan, a cilj kampanje je da se oda počast i sećanje na ljude koji su umrli od side, da se podrže ljudi koji žive sa virusom HIV-a, smanji stepen stigme i diskriminacije i sl.
Prvi Dan sećanja u Srbiji organizovan je 15. maja 2005. godine na Trgu Republike u Beogradu gde je na velikoj crvenoj traci upaljeno 350 sveća i napisano preko 100 poruka podrške. Organizacioni tim činili su Centar E8, Centar za održivi razvoj, UNAIDS Tematska grupa za Srbiju i Crnu Goru, UNICEF, UNDP HPVPI mreža, JAZAS, Čovekoljublje, Lekari sveta, UPSZ.
Već 2006. u Srbiji se Dan sećanja obeležavao u Beogradu, Novom Sadu, Nišu, Čačku, Leskovcu, Loznici, Valjevu, Majdanpeku, Požarevcu, Vršcu i Sremskoj Mitrovici. Organizacioni tim činili su Centar E8, JAZAS, Crvena linija, The Global fund, UNICEF, UNDP, UNAIDS Tematska grupa za Srbiju i Crnu Goru, Mreža za prevenciju HIV-a, Nacionalna kancelarija za HIV/AIDS, UNODC i Zavod za zaštitu studenata. Ista kampanja, pod istim sloganom, organizovana je u Crnoj Gori i Hrvatskoj.
Te godine je osam različitih ličnosti, različitih profesija (stomatolog , dete, ženska osoba koja živi sa HIV/sidom, glumica, poslovni čovek koji živi sa HIV-om, kompozitor, majka osobe koja živi sa HIV/sidom i muzičar) u TV spotovima još jednom skrenulo pažnju javnosti da ne postoje rizične grupe, postoji samo rizično ponašanje. Dan sećanja na preminule od side obeležen je 20. maja 2006. godine.

#### Svetski dan mladih
Ujedinjene nacije su 1999. ustanovile 12. avgust kao Međunarodni dan mladih, a od 2000. godine ovaj dan se proslavlja u celom svetu. Centar E8 je zajedno sa Unijom srednjoškolaca Srbije 2007. godine prvi organizovao kampanju povodom Međunarodnog dana mladih.
Ova kampanja urađena je uz podršku Ministarstva za omladinu i sport Republike Srbije. Osim u Beogradu, Dan mladih biće obeležen akcijama i u Leskovcu, Novom Sadu, Loznici, Novom Pazaru, Jagodini, Subotici, Nišu, Zaječaru i Ćupriji.

#### dance4life
dance4life je u Srbiji lansiran 2008. godine flash mob-ovima koje su se u istom trenutku dešavali u Beogradu, Novom Sadu, Loznici i Novom Pazaru. Projekat se vremenom proširio i 2009. godine su se pridružili Vranje i Jagodina. Projekat je u Srbiji sprovodilo sedam nevladinih organizacija: JAZAS, Centar E8, Centar Živeti uspravno Novi Sad, Iskra Loznica, Omladinski kreativni centar Jagodina, Generator Vranje i Kancelarija za mlade Novi Pazar, a u 2012. godini dance4life su se priključile tri nove: NVO Duga iz Šabca, KOM 018 Niš i Volonterski centar Prokuplje.
Ambasadorka dance4life Srbija od oktobra 2008. godine je Ana Stanić, a u 2011. i SevdahBABY, DJ i producent se prikljućuje kao još jedan ambasador pokreta.
Od kada se dance4life sprovodi u Srbiji edukovano je više od 15.000 mladih ljudi. Mladi prolaze kroz tri faze edukacije, koje čine program schools4life. Kroz te tri faze oni se edukuju o reproduktivnom zdravlju, HIV/AIDS-u, oni razvijaju svoje komunikacione i socijalne veštine. Podstiču se da osmisle i organizuju akciju u svojoj lokalnoj sredini u cilju podizanja svesti o ovim temama kroz ulične akcije, flash mob-ove, aktivnosti u školi.. Nakon ova tri koraka mlada osoba postaje agent4change, a vrhunac schools4life jeste dance4life event. Ovaj dogadjaj se održava vikend pre 1. decembra – Svetskog dana borbe protiv HIV/AIDS-a svake parne godine, kada preko 100.000 mladih sa svih kontinenata u isto vreme, povezani video linkom, igraju za život.
Pored akcija povodom Dana zaljubljenih, Dan sećanja na preminule od side, Dana mladih, u 2011. i 2012. dance4life Srbija je bio deo Sensation-a. Sensation je postao globalni partner 2010 godine. Za svaku prodatu kartu za Sensation Amsterdam, Danska, Nemačka, Poljska, Portugal, Srbija, Španija i Rusija oni poklanjaju € 0,50 dance4life-u za dalji rad u oblasti edukacije mladih. U Beogradu su održane ‘’Ocean of White” i “Innerspace“ žurke na kojma je bilo preko 30.000 ljudi.
U novembru 2012. završili smo implementaciju projekta dance4life.

## Programi

### PROGRAM M
Rad sa mladim ljudima predstavlja neophodnu investciju u budućnost celog društva. Budi muško projekat se bavi nekim od najznačajnijih pitanja koja utiču na živote mladih. Svakodnevnim radom sa mladićima na promociji zdravih životnih stilova i prevenciji rodno zasnovanog nasilja predstavlja izuzetno izazovan ali inspirativan posao. Postoje brojni rizici i pretnje koji podstiču nasilno ponašanje kod mladih, a najčešće kod mladića (uzrasta 14-19 godina) koji su i glavna ciljna grupa ovog programa. U našem društvu, kao i širom sveta, postoje dominantna uverenja o tome šta znači “biti muško” koja utiču na stavove i ponašanje mnogih dečaka i muškaraca odnosno brojni pritisci na uklapanje u rodne stereotipe – npr. u restriktivne i često destruktivne norme maskuliniteta „biti čvrst, agresivan i nasilan“, spremnost na rizična ponašanja i nespremnost da ozbiljno shvate svoje zdravstvene probleme.
Budi muško je deo projekta "Inicijativa mladića za sprečavanje rodno zasnovanog nasilja na Balkanu" koji Centar E8 i Care International sprovode u Srbiji od 2008. godine. Specifičnost ovog projekta je to što se jedini u Srbiji bavi temama rodna ravnopravnost i prevencija nasilja sa mladićima u srednjim školama u preko 25 gradova Srbije, a od 2016. godine radimo i sa devojkama.
"Budi muško" kampanja je osvojila nagradu "PRiZNANJE" 2010. godine koju dodeljuje Društvo za odnose sa javnošću Srbije Архивирано на веб-сајту  (16. мај 2017). Centar E8 je nagrađen u kategoriji "Javni i neprofitni sektor".

#### Nagrada "Pravi muškarac
Nagrada "Pravi muškarac" je osnovana sa idejom da dobitnici nagrade budu modeli ponašanja i pozitivni primeri muškosti za mladiće i dečake. Nagrada se jednom godišnje dodeljuje pojedincu koji se svojim delovanjem zalaže za afirmaciju principa ljudskih prava, rodne ranopravnosti, tolerancije, humanosti i nenasilja i to 19. novembra na Međunarodni dan muškaraca.
Nagradu "Pravi muškarac" 2012. dobio je Marko Somborac, srpski autor stripova, grafički dizajner i ilustrator. Jedan je od najpopularnijih autora stripa i političkih komentatora u Srbiji, zahvaljujući dnevnom političkom stripu ”Blic strip“.
Sаšа Јаnković je bio dobitnik nagrade "Pravi muškarac" 2013. godine. Saša je diplomirаni prаvnik iz Beogrаdа. Prvi put izаbrаn u junu 2007. godine većinom od 143 glаsа nа funkciju zаštitnikа grаđаnа i na toj poziciji je bio 10 godina. Trenutno je jedan od kandidata za predsednika Republike Srbije.
Marko Šelić Marčelo je dobitnik nagrade "Pravi muškarac" 2014. godine. Marko je muzičar i književnik. Objavio je četiri studijska albuma, zbirku tekstova O ljudima, psima i mišima i roman. Živi i radi u Beogradu, radnim danima. Vikendima tutnji Balkanom zajedno sa saborcima iz Filtera i sastava Iskaz, ili drži svoje književne večeri i tribine.
Године 2015, godine nagradu "Pravi muškarac" dobio je Zoran Kesić. Rođen u Beogradu 26.jula 1976. godine. San mi je bio da postanem veliki fudbaler ali postao je jedan od poznatijih TV voditelja i autora emisija. 2013. godine, zajedno sa rediteljem Aleksandrom Saničaninom i ekipom Njuz.neta pokrećem emisiju “24 minuta sa Zoranom Kesićem”.
Renato Grbić, alas i vlasnik restorana “Kod Goce i Renata” na obali Dunava koje je u poslednjih 20 godina spasao 29 ljudi iz nabujalog Dunava ispod Pančevačkog mosta dobitnik je nagrade "Pravi muškarac" 2016. godine. Oženjen je, ima tri sina i dva unuka, na koje je preneo ljubav i strast prema reci.

#### MAN konferencija
"MAN2016: ROD I BROJ" je stručna konferencija koju je Centar E8 organizovao u junu 2016. godine, a šesta po redu u nizu naših MAN konferencija koje okupljaju eksperte i ekspertkinje, koji se u različitim oblastima svog rada, bave pitanjima roda, rodne ravnopravnosti, nenasilja i promovisanja pozitivnih društvenih vrednosti kod omladine. Održana je od 01-03. juna u Centru za kulturnu dekontaminaciju. Prvi dan konferencije obeležilo je svečano otvaranje i panel diskusija sa temom “Ko je pravi muškarac u Srbiji danas?” u kojoj su učestvovali Zoran Kesić, Marko Somborac i Dragan Ilić, a moderirala Luna Lu. Drugi i centralni dan konferencije obeležili su govori i prezentacije, kao i panel diskusije u kojima su učestvovali Marina Blagojević Huhgson, Dragan Knežević, Marko Veličković, Radojica Bunčić, Aleksandar Grubaš, Tamara Skrozza Архивирано на веб-сајту  (4. март 2017), Antonela Riha, Robert Čoban, Ivana Petrović. Teme su bile: nejednaka raspodela moći između muškaraca i žena, muške privilegije u patrijarhatu, tretman žena u medjima, između ostalih. Treći dan konferencije bio je posvećen temi očinstva i tu smo mogli čuti o novoj publikaciji u okviru “Super tata” kampanje – “Očevi u svetu danas: Stanje na Balkanu”, potom o novom istraživanju o očinstvu, kao i panel diskusiju sa angažovanim, rodno ravnopravnim, nenasilnim i odgovornim očevima. Govorili su: Saška Galonja, Miša Stojiljković, Dragan Stanojević, Slavimir Stojanović, Dušan Čavić, Dušan Šaponja i Miloš Latinović.
Petu po redu, "MAN2015: Super tata" konferencija održana je 30. maja 2015. godine kao deo nove kampanje „Super Tata“ koja promoviše uključivanje muškaraca kao aktivnih, odgovornih, nenasilnih i rodno ravnopravnih očeva i staratelja.
Konferencija "MAN 2014: SUPERMEN OF EUROPE" održana je 9-11. april 2014.godine u Centru za kulturnu dekontaminaciju. Tokom konferencije, učesnici su imali priliku da čuju predavače u tri panela: „Mladići kao superheroji društva“, „Kako se prave super heroji?“ „Gde je linija između digitalnog i stvarnog sveta?“. Predstavljen je i rad organizacija iz 13 zemalja koje su bile dio projekta: Srbije, Hrvatske, Crne Gore, Makedonije, Bosne i Hercegovine, Bugarske, Rumunije, Francuske, Italije, Španije, Portugalije, Estonije i Sjeverne Irske.
"MAN 2013: Mladići kao saveznici u borbi protiv govora mržnje i nasilja u svakodnevnom životu" je stručna konferencija koja se bavi ulogom mladića u borbi protiv rodno zasnovanog nasilja i promociji rodne ravnopravnosti i zdravih životnih stilova. Konferencija je održana 22, 23 i 24. maja u Muzeju Nikole Tesle, Centru za kulturnu dekontaminaciju i restoranu "Dijagonala". Glavni program konferencije je obuhvatio panel diskusije o radu sa mladićima u borbi protiv nasilja, zakonskom okviru, digitalnom nasilju i nasilju u sportu, kao i večernji program u okviru kojeg je bila uzvedena pozorišna predstava "Muškarčine" i prikazan dokumentarni film "Budi muško-menjaj pravila".
Konferencija "MAN 2012: New Balkan Boy" održana je 30 i 31. januar 2012. godine u Centru za kulturnu dekontaminaciju/CZKD u Beogradu.
"MAN 2011: Men Energy | Energija muškaraca" je bila prva MAN konferencija koja se bavi ulogom muškaraca u borbi protiv rodno zasnovanog nasilja, promocijom rodne ravnopravnosti i zdravih životnih stilova mladića. Održana je 24. i 25. januara 2011. u Centru za kulturnu dekontaminaciju.

#### Program M – rad u školama
“Budi muško” program u školama od 2008. godine radi edukaciju mladića u srednjim školama širom Srbije. Naš program edukacije đaka i nastavnog osoblja akreditovan je od strane Ministarstva prosvete, nauke i tehnološkog razvoja Republike Srbije Архивирано на веб-сајту  (19. август 2013). U pitanju je intenzivniji program rada koji obuhvata najpre istraživanje stavova i ponašanja učenika, prezentaciju rezultata i programa školskom osoblju, potom petodnevne treninge za vršnjačke edukatore, javne akcije, radionice koje sprovode novi edukatori svojim vršnjacima u školama, kao i akreditovanu obuku za školsko osoblje. Utvrđena je korelacija između učešća u radionicama sa smanjenim vršnjačkim nasiljem i sa ravnopravnijim stavovima u pogledu rodnih normi.

#### Obuke za školsko osoblje
“Program M: Obuka za prevenciju nasilja” je naš dvodnevni seminar za školsko osoblje, akreditovan od strane Ministarstva prosvete, nauke i tehnološkog razvoja Архивирано на веб-сајту  (19. август 2013). Na ovim dvodnevnim obukama učesnici/e se upoznaju sa našim programom rada sa mladićima, njegovom metodologijom i imaju prilike da i sami vežbaju, a potom i primene konkretne aktivnosti i radionice, u svom radu u školama.

#### Kampanja "Super tata"
Po istraživanjima širom sveta, otprilike 80% muškaraca će postati očevi u nekom trenutku svog života, dok gotovo svi muškarci na svetu imaju neku vezu sa decom, bilo kao očevi, kao očusi, braća, ujaci, stričevi, nastavnici, mentori, treneri ili jednostavno kao prijatelji.
Ograničeno učešće muškaraca u staranju i dalje predstavlja jednu od glavnih prepreka rodnoj ravnopravnosti i osnaživanju žena, između ostalog, održavanjem visine prihoda kod žena nižim nego kod muškaraca. Sve više istraživanja pokazuje da je angažovano, odgovorno očinstvo i učešće muškaraca u životu dece izuzetno pozitivno, ne samo za decu i za žene, nego i za same muškarce. Angažovano očinstvo čini muškarce srećnijim i zdravijim, očevi navode svoj blizak odnos sa detetom ili decom kao najveći izvor dobrobiti i sreće. Oni koji imaju bliske i nenasilne odnose – žive duže, imaju manje mentalnih i fizičkih zdravstvenih problema, manje su šanse da će koristiti droge, uspešniji su na poslu i generalno navode da su srećniji.
U maju 2015. pokrenuli smo i novu komponentu rada na temu očinstva priključivši se globalnoj MenCare kampanji, gde kroz kampanju SUPER TATA promovišemo aktivno, nenasilno, rodno ravnopravno i odgovorno očinstvo. Kampanja je lansirana na stručnoj konferenciji “MAN2015: Super tata” u Beogradu. Javnim akcijama “Sva sreća da si ti moj tata” očevi i majke na ulicama, u parkovima, igralištima, vrtićima i događajima posvećenim roditeljima i deci, upoznali su se sa kampanjom “Super tata”.
U novembru 2016. izdali smo publikaciju “Tata, ti si tu” koja predstavlja kvalitativni prikaz očinstva u Srbiji, a publikaciju je napisala novinarka Tamara Skrozza. Priča o roditeljstvu svakako mora da se odnosi ne samo na mame, nego i na savremene, aktivne i u život dece uključene tate - na njihove probleme, izazove s kojima se suočavaju, mogućnosti za još veći angažman u nekad skoro isključivo "ženskim" poslovima i obavezama.
Organizovana je promocija publikacije “Tata, ti si tu” koja je u isto vreme bila i otvaranje fotografske izložbe “Super tata”] u UK Parobrod u Beogradu. Ekipa Centra E8 i studentkinje fotografije sa Nove akademije umetnosti su bili u potrazi upravo za Super tatama - očevima koji odgovaraju ovom opisu.
U okviru "Super tata" kampanje o očinstvu, realizovali smo i “Dragi tata” – adaptaciju video klipa “Dear daddy”, izuzetno snažnog i emotivnog klipa koji je razvila CARE Norway i koji šalje snažnu poruku o problemu nasilja nad ženama i o potrebi za prevencijom istog i to od najranijih uzrasta.

#### M priručnik – edukativni rad sa mladićima
Centar E8 već ima devet godina iskustva eduktivnog rada sa mladima, najčešće sa srednjoškolcima, o temama rodne ravnopravnosti i prevencije nasilja, a posebno rodno zasnovanog nasilja. Priručnik za rad sa mladićima (“Program M”), predstavlja važan doprinos za sve one koji rade na pružanju podrške zdravom razvoju mladih ljudi. Ovaj priručnik ima cilj da izgradi veštine koje su neophodne mladićima da razviju zdrave odnose zasnovane na rodnoj ravnopravnosti, da nauče kako da se nose sa svim oblicima nasilja u svakodnevnom životu i da shvate svoj fizički, seksualni i emocionalni razvoj, a sve to tokom turbulentnog prelaznog perioda adolescencije. “Program M” predstavlja važan resurs za edukatore/ke, praktičare/ke omladinskog rada, nastavnike/ce i škole, nevladine organizacije i sve ostale koji shvataju važnost toga kako društvene konstrukcije roda, u pogledu maskuliniteta, deluju na stavove i ponašanja dečaka i mladića.

#### Forum pravih muškaraca
Povodom Međunаrodnog dаnа borbe protiv nаsilја nаd ženаmа, 25. novembra 2011. u Skupštini grada Beograda okupili su se muškаrci iz svetа politike, novinаrstvа, muzike i filmа i osnovali "Osnovan forum pravih muškaraca" za borbu protiv nаsilја nаd ženаmа u Srbiji. Muškarci, kao očevi, prijatelji, donosioci odluka, lideri, imaju značajnu ulogu u borbi protiv nasilja nad ženama i svojim angažovanjem ukazuju da ovaj problem ne dotiče samo žene, već čitavo društvo. Oni su modeli ponašanja i pozitivni primeri muškosti za mladiće i dečake.
Javne ličnosti su potpisivale Deklaraciju i na taj način se obavezale da će aktivno učestvovati u borbi protiv nasilja nad ženama. Članovi Foruma su:
Andrija Gerić - odbojkaš, Srđan Tesin - književnik, Duško Jovanović - direktor pokrajinske kancelarije za inkluziju Roma, Miroslav Vasin - sekretar Pokrajinskog sekretarijata za rad, zapošljavanje i ravnopravnost polova, Vasa Mijić - odbojkaš, Aleksandar Dujin - kompozitor, Nenad Pećinar - glumac, Vladimir Radusinović Radule – muzičar, William Infante - Stalni koordinator UN-a u Srbiji, Nikola Đuričko - glumac, Dragan Ilić- novinar, Ognjan Ogi Radivojević - muzičar, Vladimir Paskaljević - reditelj, Vanja Grbić - odbojkaš, Goran Jevtić - glumac, Aleksandar Srećković Kubura - glumac, Damjan Eltech - DJ, Viktor Savić - glumac, Branislav Trifunović]]-glumac, Dragan Bjelogrlić- producent i glumac, Milan Stanković a.k.a. SevdahBABY - DJ i producent, Branislav Lečić - glumac, Dragan Mićanović - glumac, Bora Miljanović - generalni direktor Represent Comunication, Nikola Kojo - glumac, Srđa Popović- direktor CANVAS-a, Žarko Paspalj - košarkaš, Predrag Stakić - dizajner internacionalnog logoa za ljudska prava, Marko Karadžić - komesar za ljudska prava u LDP-u, Igor Brakus - radio voditelj, Miloš Biković - glumac, Vlada Aleksić - glumac i voditelj, Adriano Martins - zamenik šefa delegacije EU u Srbiji, Nils Ragnar K’amsvåg - Ambasador Norveške u Srbiji i Branko Kovačević - rektor Beogradskog univerziteta.
Ukupno 37 poznatih i javnih muškaraca iz Beograda i Novog Sada je potpisalo Deklaracija pravih muškaraca protiv nasilja nad ženama. A online, putem sajta pravimuskarac.rs, još 810 muškaraca.

### PROGRAM Ž
Patrijarhalno okruženje u Srbiji i rigidne uloge koje proizilaze iz njega stvaraju potrebu za velikim i neprestanim radom na rodnim temama. Kada kažemo rodna tema, zapravo mislimo kako na najbolji način naći odgovor na rodno zasnovano nasilje, koje vrlo često nije ni prepoznato i utoliko je opasnije. Patrijarhalni statovi i nasilne forme ponašanje se promovišu kroz različite sektore srpskog društva, kod kuće, u školi, u medijskim porukama, politički predstavnici ga prenose kroz svoj govor, jednom rečju u svim privatnim i javnim sferama. Upravo na ovaj način se oblikuju „idealna” ponašanja devojaka i mladića koja ih mogu dovesti u riskatna ponašanja, i stoga je tema rodne ravnopravnosti i prevencija nasilja važna, hitna i obavezujuća.

#### Ž trening o rodnoj ravnopravnosti i zdravih stilova života
Program Ž čini trodnevni trening] koji je namenjen devojkama uzrasta od 14 do 19 godina koje prelaze iz adolescentnog perioda u zrelo životno doba. Prisustvom i aktivnim učestvovanjem stiču znanje kroz radionice koje obrađuju teme koje se odnose na nasilje, rod i pol, rodne uloge, seksualno nasilje, etiketiranje, moć i odnosi, izražavanje vlastitih osećanja i druge. Promocijom rodne ravnopravnosti i zdravih stilova života kroz osvešćivanjem različitih pojmova i uslovljenih ponašanja, osnažujemo ih kako bi donele ispravne odluke i uticale na sam kvalitet svog života, kao i da nađu svoje odgovore na nasilje koje ih okružuje. Uprkos tome što se ulaže puno rada u promovisanje osnaživanja žena, većina toga je bilo usmereno na iskustva odraslih žena. Manji je fokus bio na osnaživanju devojaka – na njihovim specifičnim iskustvima, odlukama, interesovanjima i dobrobitima (Greene, 2004), te stoga je jasna važnost rada upravo sa devojkama. Takođe, u ovom periodu se formiraju stavovi, ponašanja i dinamike moći u ljubavnim i seksualnim odnosima, čineći to pogodnim vremenom da se kod devojaka promovišu veštine i razmišljanje o bezbednim odlukama i ravnopravnim odnosima između žena i muškaraca.

#### Ž priručnik – edukativni rad sa devojkama]
Izdali smo Priručnik Ž koji je potekao iz Inicijative mladića – programa CARE International Balkan i njegovih partnera, koji se sa mladićima i devojkama u školama i zajednici bavi temama rodne neravnopravnosti, ponašanjima štetnim po zdravlje kao i nasiljem u svakodnevnom životu. Priručnik Ž je priručnik za trenere/ice koji ima za cilj promovisanje rodne ravnopravnosti i zdravih stilova života kod devojaka kroz bavljenje socijalnim konstruktima feminiteta kao strategijom za građenje važnih životnih veština kod devojaka tokom prelaska u odraslo doba.

### PROGRAM N
Nakon dužeg niza godina rada prvenstveno sa mladićima, aktivno smo krenuli da radimo i sa devojkama kao i predstavnicima medija, a sve u cilju razvijanja i promovisanja rodne ravnopravnosti i prevenciji rodno zasnovanog nasilja, kao i nasilja generalno.
Mediji ne samo da su neodvojivi deo savremenog načina života, oni takođe značajno definišu i oblikuju naš svakodnevni život. Masovni mediji su promoteri i kreatori društvenih vrednosti. Mediji omogućavaju da masovna publika na osnovu prezentovanih slika i sadržaja formira model društvenog, ali i individualnog ponašanja. Mediji utiču na formiranje stava javnosti kada je u pitanju porodično ili vršnjačko nasilje ali često, zbog pribegavanja senzacionalizmu u novinarstvu, zaborave do koje mere ono što pišu može da utiče na decu i žene, kao žrtve nasilnike.
Istraživanja su pokazivala da 70% tekstova sa naslovnih strana dnevne štampe koji govore o ženama žrtvama nasilja u porodici jesu tabloidnog karaktera, a 15% svih tekstova o ovoj temi objavljeno je u rubrikama V.I.P., Poznati, Showtime iako im tamo nije mesto. Mediji ne smeju da veličaju zločine, nedopušteno je opravdavanje zločina i stvaranje slike da se nasilje nad ženama može “odbraniti” nekim „kvaziargumentima“.

#### N priručnik – Priručnik o rodno osetljivom medijskom izveštavanju
U maju 2016. godine izdali smo "N priručnik – Priručnik o rodno osetljivom medijskom izveštavanju".
Jedna od najtrajnijih predrasuda u većini društava je rodna nejednakost koja se ogleda u socio-ekonomskim i političkim sferama života i koja ograničava vrste uloga i odgovornosti koje žena može da preuzme. Ova nejednakost se ponavlja i otežava prikazivanjem žena u štampanim i elektronskim medijima, koji su moćan alat sa dalekosežnim efektom i uticajem na ljudsku psihu.
Novinari, novinarke, urednici i urednice su socijalizovani kao muškarci i žene, mnogo pre nego što su odabrali novinarstvo kao karijeru. Ova socijalizacija utiče na to kako mediji izveštavaju o ženama, kako ih prikazuju i kako im omogućavaju pristup medijima. Istraživanje koje su sprovele grupe za praćenje medija širom sveta pokazuje da su vesti najvećim delom predstavljene kroz oči, glasove i perspektive muškaraca. Mediji često prave grešku pretpostavljajući da je rod isto što i žene. Medijsko izveštavanje o slučajevima rodno zasnovanog nasilja obično se karakteriše predrasudama i neodgovarajućim jezikom, zajedno sa problemom nedovoljnog izveštavanja.
Trening za medije na temu rodne osetljivosti koji se radi na osnovu ovog pruručnika je važan jer on pomaže novinarima/kama i urednicima/cama da shvate stavove, predrasude, pristrasnost koja se često pojavljuje u medijskim porukama. To pomaže i omogućava im da prepoznaju i analiziraju neuravnoteženost između glasova žena i glasova muškaraca u medijima.
Ciljna publika za ovaj priručnik su novinari, novinarke, urednici, urednice koji rade u internet, TV, radio i štampanim medijima, medijiskim kućama kao i predstavnicima/ama nevladinog sektora i vladinih institucija.

### Participacija mladih
Prema istraživanju 76% mladih nikada nije promenilo mesto prebivališta, dok 39% nije putovalo u inostranstovo ni turistički ni rekreativno. Nivo informisanosti mladih o programima kao što su Tempus, Erasmus+ je niska. Čak 81% mladih nema informacije o programima koje mogu koristiti. Slaba informisanost postoji i u vezi sa informisanošću o drugim mogućnostima za formalno i neformalno obrazovanje. Kada govorimo o volonterizmu u Srbiji istraživanja pokazuju da volonterski rad nije dovoljno zastupljen, a da je potreba za volonterima velika. Mladima u Srbiji je i dalje formalno obrazovanje primarno i mali broj mladih shvata značaj neformlanog obrazovanja za razvoj ličnog i profesionalnog života.
Program Erasmus+ nudi mogućnosti u tri oblasti: mladi, obrazovanje i sport. Pokušava da pomogne u rešavanju problema/potreba mladih, pogotovo u oblastima koje njih najviše zanimaju. U oblasiti mladih program pruža mogućnost sticanja veština i znanja ljudi koji rade sa mladima, moblinost, promociju građanstva, intekrulturalnog dijaloga i solidarnosti, ukljčivanje mladih iz osetljivih društvenih grupa, jačanje međunarodne saradnje i rad na kvalitetu omladinskog rada.

#### Evropski volonterski servis (EVS)
Evropski volonterski servis (EVS) je deo programa "Mladi u akciji". EVS omogućava mladim ljudima da volontiraju u drugim državama u period od 2 do 12 meseci uz sve pokrivene troškove. Centar E8 je akreditovana organizacija za slanje volontera/ki iz Srbije u preko 30 evropskih države, kako i da bude host organizacija u Srbiji volonterima i volonterkama iz Evrope.
Centar E8 je na treninge, job shadowing, studijske posete i razmene u predhodne dve godine poslao 67 mladih ljudi. U okviru EVS aktivnosti poslali smo 8 volontera/ki u Portugal, Španiju, Italiju, Norvešku, Sloveniju i Nemačku i ugostili 2 volonterke iz Nemačke i jednu iz Francuske.

## Teatar

### Reflektor teatar[9]
REFLEKTOR TEATAR je nezavisna omladinska pozorišna produkcija, izrasla iz pozorišnog programa organizacije Centar E8. Pod ovim imenom, radi od januara 2017. godine, ali je na pozorišnoj sceni u Srbiji i regionu, prisutna od 2012. godine, s produkcijama predstava "Muškarčine", "Crvena: Samoubistvo nacije", "Žudnja" i "Sumnjivo lice".

#### Sumnjivo lice
Premijera predstave "Sumnjivo lice" održana je 27, 28. i 29. jun 2016. godine u Mikser House. Predstava je trenutno na redovnom repertoaru Dorćol Platz-a.
Komad «Sumnjivo lice» Branislava Nušića jedno je od najpoznatijih i najprepoznatljivijih dela u opusu ovog komediografa, ali i u istoriji srpske dramaturgije. Na brojnim pozorišnim scenama, u različitim rediteljskim postavkama, ovaj komad je igran više od hiljadu puta, a teoretičari i kritičari koji su o njemu pisali, slažu se u jednoj oceni: iako napisan u 19. veku, ovaj komad nikada nije prestao da bude aktuelan. Bez obzira na sve promene kroz koje je naše društvo prolazilo, neke stvari su ostajale iste. Državni aparat, troma i bespotrebna birokratija, kao i palanački mentalitet kome se Nušić u ovom delu ismeva – i dalje su neizlečive bolesti našeg društva.
Branislav Nušić je pisao «Sumnjivo lice» pre 128 godina i ta drama, kao i mnoge druge su idalje aktuelne, prepoznatljive i primenjive u našem društvu. Drame Branislava Nušića se izvode širom Srbije i regiona. Opšte mesto je da se ovaj fenomen kometariše sa osmehom i setom «Eh, eto, kako je Nušić bio pametan, pa sve je isto i sada». A mi? Da li smo mi pametni? Da li smo od Nušića uspeli da naučimo bilo šta? Zašto se ponosimo time što i nakon 128 godina imamo Sumnjiva lica, Gospođe Ministrake, Živote i druge opomene koje ne vidimo.
Mi smo naučili da svoje poraze slavimo, da se njih sećamo, a da sve što je dobro prvo uništimo a onda ga proglasimo dobrim. Umesto toga, trebalo bi da nas bude stid što je Nušić idalje aktuelan i što ga ne igramo kao epohu koje se sećamo, nego kao dnevno-političko-društvenu realnost. Izvini Nušiću!
Režija: Vojislav Arsić
Izvedbeni tekst i dramaturgija: Milena Bogavac
Igraju: Zoran Pajić, Jelena Bogavac/Aleksandra Cucić, Isidora Simijonović, Đorđe Živadinović Grgur, Marko Panajotović, Uroš Novović, Aleksandar Vučković, Aleksandar Jovanović i Predrag Vasić

#### Žudnja
Premijera predstave "Žudnja" održana je 27. i 28.09.2015. godine u KPGT. Trenutno se nalazi na redovnom repertoaru KC GRAD-a.
Koncept i režija: Vojislav Arsić
Umetnička savetnica: Milena Bogavac
Ko-autori i izvođači: Đorđe Živadinović Grgur, Jovan Zdravković, Marko Panajotović i Uroš Novović
Predstava «Žudnja» nastala je kao direktan odgovor na potrebu. Potebu autora. Potrebu zajednice. Potrebu pozorišta. Sadržaj predstave nastao je dekomponovanjem i ponovnim komponovanjem osnovnog teksta, dok autori predstave stoje pred vama i sa vama dele svoje sadržaje: poetske, ispovedne i lične, referušići se na komad «Žudnja», ali i na druge Sarine drame i njenu biografiju.
Sara Kejn, savremena engleska dramaturškinja, preminula je nakon dva uzastopna pokušaja samoubistva, sa samo 28 godina. Njene drame su svedočanstvo o duhovnoj praznini čoveka, o tragediji empatije u kapitalističkom svetu i izmenjenim vrednostima koje nam sistem nalaže. Biografija Sare Kejn je poput biografija tragičnih rok velikana. Za 28 godina života napisala je pet drama zbog kojih su je isprva osporavali i vređali, da bi je kasnije svrstali među najvažnije autore s kraja 20. veka. Za njeno dramsko stvaralaštvo, vezuju se epiteti: brutalizam, surovost, zastrašujuće do usijanja, ekstremne emocije... Pisci njenih biografija kažu da nikad nije postala pesnikinja. Publika u njenim dramama prepoznaje poeziju. Iako njeni komadi predstavljaju prekretnicu u angažovanom savremenom pozorištu, javnost je često, malograđanski, više zainteresovana za njen lični život ispunjen razočaranjem, depresijom i samoubistvom, nego za anarhiju duše o kojoj je pisala.
«Žudnja» je prvi put izvedena 1998. godine u Edinburgu. Tekst je u početku predstavljen pod autorskim pseudonimom Marie Kelvedon. Sara je koristila pseudonim kako bi se izbegla uticaj svoje reputacije vezane za nasilje iz predhodnih drama.

#### Crvena: Samoubistvo nacije
Predstava "Crvena: samoubistvo nacije" bavi se položajem žena u Srbiji, mizoginijom i nasiljem nad ženama, kroz pitanje abortusa, kao zajedničnog imenitelja za ženska prava, ali i iskustvo koje veliki broj žena u Srbiji ima, iako o tome ne govori.
Mizoginija je uzrok demografske katastrofe. Demografska slika Srbije govori da smo nacija koja izumire. Svake godine Republika Srbija ostaje bez približno 30 000 stanovnika i stanovnica. Svake godine u Srbiji se izvrši od 100 – 200 000 namernih prekida trudnoće. Premijera predstave održana je 18, 19 i 20. aprila u BITEF teatru i nalazi se na redovnom repertoaru.
Milena Bogavac
CRVENA: samoubistvo nacije
Režija: Vojislav Arsić
Igraju: Mladen Sovilj, Zoran Pajić, Đorđe Živadinović Grgur, Zoltan Pletl, Anđelko Beroš, Janko Cekić, Aleksandar Jovanović, Uroš Milojević, Uroš Mladenović, Uroš Novović, Marko Panajotović, Alek Surtov, Stefan Uroš Tešić, Jovan Zdravković
Tekst predstave nastao je kolažiranjem teza iz knjige Mapiranje mizoginije u Srbiji: diskursi i prakse (Marina Blagojević, urednica), isečaka iz dnevne i nedeljne štampe (Politika, Blic, Kurir, Informer i Nedeljnik, tekst: Majke koje to nisu, autorka: Zorica Marković), objavljene u Srbiji, u periodu od decembra 2014. do aprila 2015; semplovanjem govora predsednika Srbije Tomislava Nikolića sa pesmama Goce Tržan, grafitima iz javnih toaleta i s drugih, sličnih mesta. Tekst scene Slem Srba s krstačama nastao je na radionici slem poezije i kolektivno je delo izvođača predstave. U predstavi se koristi song Crvena koji je za praizvedbu ovog komada (2004. godine) komponovao i otpevao Igor Marković aka Cutout MC.
Predstava je nastala kroz šestomesečni proces umetničkih i edukativnih radionica, koje je koncipirao i vodio tim ko-autora/ki i stručnih saradnika/ca. Proces je ispraćen andragoškim istraživanjem čiji su autori Aleksandar Bulajić i Maja Maksimović.

#### Muškarčine
"Muškarčine" predstavljaju pozorišni dokumentarac o muškosti ovde i danas, razvijen u okviru projekta "Budi muško" tokom šest meseci rada. Premijera je održana 30. novembra 2012. godine i od tada se nalazi na redovnom repertoaru BITEF teatra. Nedeljnik NIN proglasio je "Muškarčine" za jednu od 3 najbolje predstave u 2012. godini.
Osnovna tema predstave "Muškarčine" je kako se muškost tretira, odnosno formira u našoj kulturi. Društvo od mladića očekuje da svoju muškost dokažu pokazivanjem snage, odlučnosti, hrabrosti, borbenosti i srčanosti, koja ih često uvodi u destrukciju i autodestrukciju. Vaspitanje u kulturi u kojoj se pokazivanje emocija od strane muškaraca smatra za znak slabosti, mladići svoje emocije potiskuju i preinačuju u destruktivne oblike ponašanja.
Sedam mladića. Sedam pogleda na svet i hiljadu situacija koje u tom svetu vide. Na sceni, njihov zadatak nije da budu neko drugi već da prikažu kako oni sami vide sebe ali i sve druge ljude, kojima su okruženi.
Koncept, režiju i dramaturgiju predstave potpisuju Milena Bogavac i Vojislav Arsić.
Ko-autori i izvođači u predstavi su: Alek Surtov, Đorđe Živadinović Grgur, Jovan Zdravković, Marko Panajotović, Rastko Vujisić, Nikola Pavlović, Uroš Novović.

## Članstvo
Centar E8 je član MenEngage Saveza, jedan od osnivača i član KOMS -a (Krovna organizacija mladih Srbija), NAPOR - Nacionalne asocijacija praktičara/ki omladinskog rada.
Centar E8 je bila jedna od organizacija koja je vodila Y-PEER – Mrežu vršnjačke edukacije.
Y-PEER je osnovan od strane UNFPA uz podršku svih agencija Ujedinjenih nacija: UNICEF -a, Svetske zdravstvene organizacije, Svetske banke, UNDP-a, UNAIDS-a, UNESCO-a. Y-PEER mreža postoji u 48 zemalja. Osnovana je u Istočnoj Evropi i Centralnoj Aziji kao odgovor na HIV/AIDS epidemije među mladima ali se vremenom proširila na Bliski Istok, Severnu Afriku, Latinsku Ameriku i azijsko-pacifički region.
Y-PEER mreža je osnovana sa ciljem da se pomogne mladim ljudima dobiju tačne informacije i veštine koje su im potrebne u vezi sa seksualnim i reproduktivnim zdravljem. Y-PEER mreža u Srbiji doživela je najbrži rast u region jer imamo veliki broj organizacija i institucija koje koriste vršnjački pristup u radu, kao i interesovanje mladih da se uključe u ovakve programme.
Jedna od najvećih poduhvata koji je Y-PEER nacionalna mreža uradila jeste izgradnja standarda u vršnjačkoj edukaciji HIV/AIDS-a u Srbiji. Centar E8 je bio član Y-PEER mreže od 2005. godine. Vojislav Arsić iz Centar E8 je bio nacionalni koordinator u period 2006. do 2009. godine. U toku tri godine aktivnog rada Centar E8, organizovano je niz projekata u okviru kojih je obučeno preko 50 mladih da budu treneri trenera i treneri za upotrebu drame u edukaciji, održano je preko 20 lokalnih treninga, organizovana je procena stanja kvaliteta vršnjačke edukacije i osnaživanje savetovališta za mlade u 10 gradova Srbije, sprovedene su kampanje "Volim te sigurno" i "Sačuvaj život".

## Spoljašnje veze
- Centar E8